# AL 444-2
AL 444-2 es el número de catálogo de un cráneo parcial fosilizado de Australopithecus afarensis. Fue descubierto por Yoel Rak en 1992 en Etiopía y descrito por primera vez por W. Kimbal, D. Johanson e Y. Rak (1994).
El espécimen tiene unos 3 millones de años de antigüedad y fue el primer A. afarensis encontrado en la zona de hallazgos de Hadar, Etiopía.